# Winter-Paralympics 2018/Teilnehmer (Australien)
| stlisierte Goldmedaille | stlisierte Silbermedaille | stlisierte Bronzemedaille |
| ----------------------- | ------------------------- | ------------------------- |
| 1                       | —                         | 3                         |

Australien hat bei den Winter-Paralympics 2018 in Pyeongchang elf Athleten an den Start geschickt.

## Sportarten

### Ski Alpin
| Athlet                                  | Klasse   | Wettbewerb                     | 1. Lauf | 1. Lauf | 2. Lauf       | 2. Lauf       | Gesamt  | Gesamt |
| Athlet                                  | Klasse   | Wettbewerb                     | Zeit    | Rang    | Zeit          | Rang          | Zeit    | Rang   |
| Männer                                  | Männer   | Männer                         | Männer  | Männer  | Männer        | Männer        |         |        |
| --------------------------------------- | -------- | ------------------------------ | ------- | ------- | ------------- | ------------- | ------- | ------ |
| Jonty O’Callaghan                       | LW 9-1   | Abfahrt, stehend               | --      | --      | 1:34,86       | 22            | 1:34,86 | 22     |
| Jonty O’Callaghan                       | LW 9-1   | Super G, stehend               | --      | --      | DNF           | DNF           | DNF     | DNF    |
| Jonty O’Callaghan                       | LW 9-1   | Superkombination, stehend      | DNF     | DNF     | ausgeschieden | ausgeschieden | DNF     | DNF    |
| Jonty O’Callaghan                       | LW 9-1   | Riesenslalom, stehend          | 1:15,64 | 29      | 1:16,58       | 25            | 2:32,22 | 23     |
| Jonty O’Callaghan                       | LW 9-1   | Slalom, stehend                | DNF     | DNF     | ausgeschieden | ausgeschieden | DNF     | DNF    |
| Mark Soyer                              | LW 11    | Abfahrt, sitzend               | --      | --      | DNF           | DNF           | DNF     | DNF    |
| Mark Soyer                              | LW 11    | Super G, sitzend               | --      | --      | 1:32,32       | 16            | 1:32,32 | 16     |
| Mark Soyer                              | LW 11    | Superkombination, sitzend      | 1:33,24 | 18      | DNF           | DNF           | DNF     | DNF    |
| Mark Soyer                              | LW 11    | Riesenslalom, sitzend          | 1:16,95 | 22      | 1:12,99       | 16            | 2:29,94 | 18     |
| Mark Soyer                              | LW 11    | Slalom, sitzend                | DNF     | DNF     | ausgeschieden | ausgeschieden | DNF     | DNF    |
| Mitchell Gourley                        | LW 6/8-2 | Abfahrt, stehend               | --      | --      | DNF           | DNF           | DNF     | DNF    |
| Mitchell Gourley                        | LW 6/8-2 | Super G, stehend               | --      | --      | 1:30,34       | 12            | 1:30,34 | 12     |
| Mitchell Gourley                        | LW 6/8-2 | Superkombination, stehend      | 1:27,13 | 3       | 49,77         | 8             | 2:16,90 | 5      |
| Mitchell Gourley                        | LW 6/8-2 | Riesenslalom, stehend          | 1:07,87 | 5       | 1:08,60       | 8             | 2:16,47 | 8      |
| Mitchell Gourley                        | LW 6/8-2 | Slalom, stehend                | 48,69   | 3       | 53,63         | 12            | 1:42,32 | 6      |
| Patrick Jensen Guide: Lara Falk         | B2       | Riesenslalom, sehbehindert     | 1:16,55 | 11      | 1:15,61       | 12            | 2:32,16 | 11     |
| Patrick Jensen Guide: Lara Falk         | B2       | Slalom, sehbehindert           | DNF     | DNF     | ausgeschieden | ausgeschieden | DNF     | DNF    |
| Sam Tait                                | LW 11    | Abfahrt, sitzend               | --      | --      | 1:28,56       | 11            | 1:28,56 | 11     |
| Sam Tait                                | LW 11    | Super G, sitzend               | --      | --      | DNF           | DNF           | DNF     | DNF    |
| Sam Tait                                | LW 11    | Superkombination, sitzend      | DNF     | DNF     | ausgeschieden | ausgeschieden | DNF     | DNF    |
| Sam Tait                                | LW 11    | Riesenslalom, sitzend          | 1:17,36 | 24      | 1:10,92       | 13            | 2:28,28 | 17     |
| Sam Tait                                | LW 11    | Slalom, sitzend                | DNF     | DNF     | ausgeschieden | ausgeschieden | DNF     | DNF    |
| Shaun Pianta Guide: Jeremy O’Sullivan   | B3       | Riesenslalom, sehbehindert     | 1:25,97 | 14      | 1:21,88       | 14            | 2:47,85 | 14     |
| Shaun Pianta Guide: Jeremy O’Sullivan   | B3       | Slalom, sehbehindert           | DNF     | DNF     | ausgeschieden | ausgeschieden | DNF     | DNF    |
| Frauen                                  |          |                                |         |         |               |               |         |        |
| Melissa Perrine Guide: Christian Geiger | B2       | Abfahrt, sehbehindert          | --      | --      | 1:35,40       | 5             | 1:35,40 | 5      |
| Melissa Perrine Guide: Christian Geiger | B2       | Super G, sehbehindert          | --      | --      | 1:36,96       | 5             | 1:36,96 | 5      |
| Melissa Perrine Guide: Christian Geiger | B2       | Superkombination, sehbehindert | 1:35,50 | 6       | 55,32         | 1             | 2:30,82 | Bronze |
| Melissa Perrine Guide: Christian Geiger | B2       | Riesenslalom, sehbehindert     | 1:14,95 | 3       | 1:13,86       | 2             | 2:28,81 | Bronze |
| Melissa Perrine Guide: Christian Geiger | B2       | Slalom, sehbehindert           | 56,74   | 5       | 58,33         | 2             | 1:55,07 | 4      |
| Victoria Pendergast                     | LW 12-1  | Abfahrt, sitzend               | --      | --      | 1:44,14       | 4             | 1:44,14 | 4      |
| Victoria Pendergast                     | LW 12-1  | Super G, sitzend               | --      | --      | DNF           | DNF           | DNF     | DNF    |
| Victoria Pendergast                     | LW 12-1  | Superkombination, sitzend      | 1:44,49 | 8       | DNS           | DNS           | DNF     | DNF    |
| Victoria Pendergast                     | LW 12-1  | Riesenslalom, sitzend          | 1:21,22 | 9       | 1:20,15       | 8             | 2:41,37 | 8      |

### Snowboard
| Athlet        | Klasse | Wettbewerb    | Lauf 1        | Lauf 1        | Lauf 2           | Lauf 2             | Lauf 3           | Lauf 3            | Gesamt | Gesamt |
| Athlet        | Klasse | Wettbewerb    | Zeit          | Rang          | Zeit             | Rang               | Zeit             | Rang              | Zeit   | Rang   |
| Männer        | Männer | Männer        | Männer        | Männer        | Männer           | Männer             | Männer           | Männer            | Männer | Männer |
| ------------- | ------ | ------------- | ------------- | ------------- | ---------------- | ------------------ | ---------------- | ----------------- | ------ | ------ |
| Ben Tudhope   | SB-LL2 | Banked Slalom | 52,06         | 6             | 52,63            | 7                  | 51,68            | 7                 | 51,68  | 7      |
| Sean Pollard  | SBUL   | Banked Slalom | 57,11         | 6             | 53,84            | 3                  | 55,39            | 7                 | 53,84  | 5      |
| Simon Patmore | SBUL   | Banked Slalom | 54,11         | 2             | 52,78            | 2                  | 51,99            | 3                 | 51,99  | Bronze |
|               |        |               | Qualifikation | Qualifikation | 1. Runde         | Viertelfinale      | Halbfinale       | Finale            | Rang   | Rang   |
| Ben Tudhope   | SB-LL2 | Cross         | 1:00,64       | 8             | Leslie verloren  | ausgeschieden      | ausgeschieden    | ausgeschieden     | 10     | 10     |
| Sean Pollard  | SBUL   | Cross         | 1:04,03       | 7             | Luchini verloren | ausgeschieden      | ausgeschieden    | ausgeschieden     | 9      | 9      |
| Simon Patmore | SBUL   | Cross         | 1:01,76       | 3             | Roulet gewonnen  | B.-Miller gewonnen | Luchini gewonnen | Pozzerle gewonnen | Gold   | Gold   |